# 891 (szám)
A 891 (római számmal: DCCCXCI) egy természetes szám.

## A szám a matematikában
A tízes számrendszerbeli 891-es a kettes számrendszerben 1101111011, a nyolcas számrendszerben 1573, a tizenhatos számrendszerben 37B alakban írható fel.
A 891 páratlan szám, összetett szám, öt egymást követő prím összege (167 + 173 + 179 + 181 + 191), oktaéderszám. Kanonikus alakban a 34 · 111 szorzattal, normálalakban a 8,91 · 102 szorzattal írható fel. Tíz osztója van a természetes számok halmazán, ezek növekvő sorrendben: 1, 3, 9, 11, 27, 33, 81, 99, 297 és 891.
A 891 négyzete 793 881, köbe 707 347 971, négyzetgyöke 29,84962, köbgyöke 9,6226, kettes alapú logaritmusa 9,79928, tízes alapú logaritmusa 2,9499, reciproka 0,0011223.
Tizennyolcszögszám.